# Joel Brooks
Joel Brooks (New York, 17 dicembre 1949) è un attore statunitense.

## Biografia
È noto per i suoi ruoli in Mia sorella Sam, Six Feet Under, Provaci ancora Ethan e Phil dal futuro. Ha avuto anche un ruolo ricorrente come psicologo in Ally McBeal. Ha interpretato Raymond Garrett, il figlio della protagonista Edna Garrett (Charlotte Rae), in due episodi de L'albero delle mele e nel film sequel del 2001 Quattro amiche, nuovi amori.

## Filmografia

### Cinema
- Nessuno ci può fermare (Stir Crazy), regia di Sidney Poitier (1980)
- Protocol, regia di Herbert Ross (1984)
- Going to the Chapel, regia di Paul Lynch (1988)
- Skin Deep - Il piacere è tutto mio (Skin Deep), regia di Blake Edwards (1989)
- Proposta indecente (Indecent Proposal), regia di Adrian Lyne (1993)
- Blue Flame, regia di Cassian Elwes (1993)
- Swallows, regia di Harvey Marks (1999)
- Odessa or Bust – cortometraggio (2001)
- Now You Know, regia di Jeff Anderson (2002)
- The Gatekeeper, regia di John Carlos Frey (2002)
- Duty Dating, regia di Cherry Norris (2002)
- Role of a Lifetime, regia di Antony Alda (2002)
- Provaci ancora Ethan (The Mostly Unfabulous Social Life of Ethan Green), regia di George Bamber (2005)
- Betrayed, regia di Valerie Landsburg (2005)
- Basement Jack (2009)

### Televisione
- Tre cuori in affitto (Three's Company) – serie TV, 2 episodi (1979-1980)
- I Ryan (Ryan's Hope) – serie TV, 3 episodi (1979)
- Benson – serie TV, 2 episodi (1980-1984)
- The Mating Season, regia di John Llewellyn Moxey – film TV (1980)
- M*A*S*H – serie TV, 1 episodio (1980)
- Ore 17 - Quando suona la sirena (When the Whistle Blows) – serie TV, 1 episodio (1980)
- La famiglia Bradford (Eight Is Enough) – serie TV, 1 episodio (1981)
- Dallas – serie TV, 1 episodio (1981)
- Soap – serie TV, 1 episodio (1981)
- Kiss Me, Petruchio, regia di Christopher Dixon – film TV (1981)
- Lui, lei e gli altri (It Takes Two) – serie TV, 2 episodi (1982-1983)
- Nancy, Sonny & Co. (It's a Living) – serie TV, 1 episodio (1982)
- Open All Night – serie TV, 1 episodio (1982)
- Soldato Benjamin (Private Benjamin) – serie TV, 1 episodio (1982)
- Taxi – serie TV, 1 episodio (1982)
- L'albero delle mele (The Facts of Life) – serie TV, 2 episodi (1983-1984)
- Alice – serie TV, 1 episodio (1983)
- We Got It Made – serie TV, 1 episodio (1983)
- Il mio amico Arnold (Diff'rent Strokes) – serie TV, 1 episodio (1983)
- After George - corto TV (1983)
- Cari professori (Teachers Only) – serie TV, 12 episodi (1983)
- Il principe delle stelle (The Powers of Matthew Star) – serie TV, 1 episodio (1983)
- Hazzard (The Dukes of Hazzard) – serie TV, 1 episodio (1984)
- Giudice di notte (Night Court) – serie TV, 1 episodio (1984)
- Shadow Chasers – serie TV, 1 episodio (1985)
- Hail to the Chief – serie TV, 1 episodio (1985)
- Mia sorella Sam (My Sister Sam) – serie TV, 44 episodi (1986-1988)
- Stranded, regia di Rod Daniel – film TV (1986)
- Riptide – serie TV, 1 episodio (1986)
- Ai confini della realtà (The Twilight Zone) – serie TV, 1 episodio (1986)
- Disneyland – serie TV, 1 episodio (1986)
- Avvocati a Los Angeles (L.A. Law) – serie TV, 2 episodi (1988-1992)
- Pranzo alle otto (Dinner at Eight), regia di Ron Lagomarsino – film TV (1989)
- Hunter – serie TV, 1 episodio (1989)
- Duetto (Duet) – serie TV, 1 episodio (1989)
- Good Grief – serie TV, 13 episodi (1990-1991)
- We'll Take Manhattan, regia di Andy Cadiff – film TV (1990)
- His & Hers – serie TV, 1 episodio (1990)
- Close Encounters, regia di David Trainer – film TV (1990)
- L'omicidio corre sul filo (Are You Lonesome Tonight), regia di E.W. Swackhamer – film TV (1992)
- Jack's Place – serie TV, 2 episodi (1993)
- Dudley – serie TV, 5 episodi (1993)
- Star Trek: Deep Space Nine – serie TV, episodio 1x10 (1993)
- Aaahh!!! Real Monsters – serie TV, 1 episodio (1994)
- Dr. Quinn, Medicine Woman – serie TV, 1 episodio (1994)
- Dream On – serie TV, 1 episodio (1994)
- Detective in corsia (Diagnosis Murder) – serie TV, 2 episodi (1995-2001)
- La signora in giallo (Murder, She Wrote) – serie TV, episodio 12x11 (1995)
- Lois & Clark - Le nuove avventure di Superman (Lois & Clark: The New Adventures of Superman) – serie TV, 1 episodio (1995)
- Here Come the Munsters, regia di Robert Ginty – film TV (1995)
- Too Something – serie TV, 1 episodio (1995)
- The Mommies – serie TV, 1 episodio (1995)
- L'uomo che catturò Eichmann (The Man Who Captured Eichmann), regia di William A. Graham – film TV (1996)
- Murphy Brown – serie TV, 1 episodio (1996)
- Living Single – serie TV, 1 episodio (1996)
- Brooklyn South – serie TV, 1 episodio (1997)
- Anche i dentisti vanno in paradiso (Toothless), regia di Melanie Mayron – film TV (1997)
- Sabrina, vita da strega (Sabrina, the Teenage Witch) – serie TV, 1 episodio (1998)
- Babylon 5 - Il fiume di anime, regia di Janet Greek – film TV (1998)
- The Wayans Bros. – serie TV, 1 episodio (1998)
- Mr. Headmistress, regia di James Frawley – film TV (1998)
- Questione di stile (Style & Substance) – serie TV, 1 episodio (1998)
- It's Like, You Know... – serie TV, 1 episodio (1999)
- Beverly Hills 90210 – serie TV, 1 episodio (1999)
- Dharma & Greg – serie TV, 1 episodio (1999)
- Ally McBeal – serie TV, 1 episodio (1999)
- Six Feet Under – serie TV, 7 episodi (2001-2002)
- Quattro amiche, nuovi amori – film TV (2001)
- Dark Realm – serie TV, 1 episodio (2001)
- The Lot – serie TV, 1 episodio (2001)
- Spring Break Lawyer, regia di Alan Cohn – film TV (2001)
- Squadra Med - Il coraggio delle donne (Strong Medicine) – serie TV, 1 episodio (2001)
- Il venditore dell'anno (Door to Door), regia di Steven Schachter – film TV (2002)
- Run of the House – serie TV, 3 episodi (2003)
- Tutti amano Raymond (Everybody Loves Raymond) – serie TV, 1 episodio (2003)
- Crossing Jordan – serie TV, 1 episodio (2003)
- The Division – serie TV, 1 episodio (2003)
- Senza traccia (Without a Trace) – serie TV, 1 episodio (2004)
- Half & Half – serie TV, 1 episodio (2004)
- Phil of the Future – serie TV, 4 episodi (2005-2006)
- CSI: NY – serie TV, 1 episodio (2005)
- The Closer – serie TV, 1 episodio (2005)
- The War at Home – serie TV, 3 episodi (2006-2007)
- Reba – serie TV, 1 episodio (2006)
- I signori del rum (Cane) – serie TV, 1 episodio (2007)
- State of Mind – serie TV, 1 episodio (2007)
- Avvocati a New York (Raising the Bar) – serie TV, 1 episodio (2008)
- The Big Bang Theory – serie TV, 1 episodio (2008)
- Trauma – serie TV, 1 episodio (2009)
- Trust Me – serie TV, 1 episodio (2009)
- I giorni della nostra vita (Days of Our Lives) – serie TV, 2 episodi (2010)
- Rizzoli & Isles – serie TV, episodio 1x04 (2010)
- The Mentalist – serie TV, 2 episodi (2010-2011)
- Law & Order: Los Angeles – serie TV, 1 episodio (2011)
- $#*! My Dad Says – serie TV, 1 episodio (2011)
- NCIS - Unità anticrimine (NCIS) - serie TV, episodio 11x17 (2014)

## Doppiatori italiani
Nelle versioni in italiano delle opere in cui ha recitato, Joel Brooks è stato doppiato da:
- Angelo Nicotra in La famiglia Bradford
- Mauro Bosco in Star Trek: Deep Space Nine
- Oreste Rizzini in Quattro amiche, nuovi amori
- Pieraldo Ferrante in Six Feet Under
- Leslie La Penna in The Big Bang Theory
- Ambrogio Colombo in Rizzoli & Isles
- Renato Mori in The Mentalist (ep. 2x15)
- Stefano Thermes in The Mentalist (ep. 4x06)
- Antonio Palumbo in NCIS - Unità anticrimine
- Franco Zucca in K.C. Agente Segreto
- Roberto Stocchi in Major Crimes
- Fabrizio Russotto in Permettimi di amarti